# Juan José Barcia Goyanes
Juan José Barcia Goyanes (Santiago de Compostel·la, 26 de desembre de 1901 - València, 13 de juliol de 2003) va ser un metge anatomista, pioner de la neurologia, de la psiquiatria i de la neurocirurgia a Espanya, Degà i Rector a València, escriptor i humanista.

## Biografia
Estudià el batxillerat i la carrera de medicina a Santiago de Compostel·la. Inicia la carrera de medicina al gener de 1918, amb 16 anys, al costat del seu avi Juan Barcia Caballero i des del primer any va ser alumne intern d'anatomia. Es llicencià en 1922, un any abans del que el tocava, amb excel·lents qualificacions rebent el «premi Rodríguez Abaytúa» de la Reial Acadèmia Nacional de Medicina al millor expedient del seu país. En 1925 es doctorà amb la tesi Variedades atávicas y las detenciones en el desarrollo, estudiadas en el maxilar superior de los locos.

## Professió
Va obtenir per oposició la plaça de professor auxiliar temporal d'anatomia sent alumne i col·laborador del professor Rodríguez Cadalso. En 1926 va obtenir per oposició la càtedra d'Anatomia de la Universitat de Salamanca. En 1929 es va traslladar a València per ocupar la càtedra d'Anatomia i va obtenir per oposició la plaça de Cap de Servei de Malalties Nervioses de l'Hospital General de València.
En 1930 va transformar el servei de Malalties Nervioses en Servei de Neuropsiquiatria i Neurocirurgia. El 22 de novembre de 1931 va realitzar la primera operació neuroquirúrgica a Espanya, obrint la duramàter, seguint les tècniques de Cushing i Dandy.
L'esclat de la guerra Civil el sorprèn a Santander, on havia iniciat un curs d'estiu a la seva Universitat just al seu aleshores alumne Pedro Laín Entralgo sobre medicina Psicosomàtica.
En acabar la Guerra Civil Espanyola, torna a València i allí contínua la seva activitat fins a la seva mort. En crear-se el Consell Superior d'Investigacions Científiques, és nomenat Cap de la Secció de Neurologia de l'Institut Cajal. Va fundar la Revista Medicina Española, la Revista Española de Neurooftalmología y Neurocirugía i la Sociedad Luso-Española de Neurocirugía. Va ser degà de la Facultat de Medicina de València des de 1945 fins a 1964 i durant la seva gestió es va produir el canvi decisiu en la Facultat. Va aconseguir la creació de la nova Facultat de Medicina. Va inaugurar el nou hospital Clínic. Va rescatar la biblioteca Històrica, que havia fundat el seu predecessor en el càrrec el Rector Nicolás Ferrer Julve i, amb la col·laboració del professor López Piñero, va crear la nova biblioteca i Hemeroteca. També va ser rector de la Universitat de València en 1967 fins a la seva jubilació en 1972, així com procurador en Corts i durant el seu rectorat es va produir una gran expansió de la Universitat.
Fou profundament religiós i president d'Acció Catòlica a València. Se n'ha incoat el procés de beatificació en 2007 per les seves "santedat, fe i saviesa per a la societat" i ha estat proclamat servent de Déu.

## Publicacions
- El mito de Vesalío (1994).
- Cinc segles i un dia (2000).
- Onomatología anatómica nova: historia del lenguaje anatómico (1978).
- Los fundamentos científicos de la anatomía: La vida, el sexo y la herencia Editat per Javier Morata, Madrid,(1928).
- Los tumores cerebrales (1941).
- La nómina anatómica de Jena (I. N. A.): y su concordancia con la nomenclatura anatómica usada en España amb Carlos Recio Amat (1948).
- Las correcciones de Vesalio a la Anatomía de Galeno (1980). Med. Esp. 79: 1-16.